# Lista över Tysklands kulturvägar
Tyskland har ett flertal kulturvägar.
Den följande listan är ofullständig.
| Namn (längd)                                 | Förbundsland/ Historiskt landskap                                                                        | Sträcka |
| -------------------------------------------- | --- | --- |
| Badische Weinstraße (200 km)                 | Schwarzwald, Rhenslätten, Kaiserstuhl, Markgräfler Land                                                  | Baden-Baden - Bühl - Offenburg - Lahr - Freiburg - Staufen - Mühlheim - Lörrach                                                         |
| Burgenstraße (280 km)                        | Unteres Neckartal, Odenwald, Hohenloher Land                                                             | Mannheim - Heidelberg - Eberbach - Heilbronn - Langenburg - Rothenburg - Ansbach - Nürnberg                                             |
| Deutsche Alleenstraße (1250 km)              | Östersjön, Mecklenburger Schweiz, Erzgebirge, Rhön, Hunsrück, Pfalz                                      | Stralsund - Rheinsberg - Wittenberge - Dresden - Plauen - Fulda - Bad Kreuznach - Karlsruhe                                             |
| Deutsche Alpenstraße (440 km)                | Allgäu, Bayerska alperna                                                                                 | Lindau - Füssen - Oberammergau - Garmisch - Tegernsee - Schliersee - Berchtesgaden                                                      |
| Deutsche Ferienstraße Alpen−Ostsee (1780 km) | Alperna, Altmühltal, Odenwald, Spessart, Vogelsberg, Harz, Lüneburgheden, Hollsteiner Schweiz, Östersjön | Königssee - Berchtesgaden - Wasserburg - Landshut - Kelheim - Ellwangen - Alsfeld - Göttingen - Goslar - Lüneburg - Lübeck - Puttgarden |
| Deutsche Märchenstraße (600 km)              | Kinzigtal, Hessisches Bergland, Vogelberg, Weserbergland, Nordsjön                                       | Hanau - Alsfeld - Kassel - Holzminden - Hameln - Bad Oeynhausen - Verden - Bremen                                                       |
| Deutsche Spielzeugstraße (300 km)            | Franken, Thüringer Wald                                                                                  | Zirndorf - Nürnberg - Erlangen - Coburg - Sonneberg - Lauscha - Arnstadt - Waltershausen                                                |
| Deutsche Uhrenstraße (320 km)                | Schwarzwald                                                                                              | Villingen-Schwenningen - Neustadt-Titisee - Waldkirch - Furtwangen im Schwarzwald - Rottweil                                            |
| Deutsche Wildstraße (150 km)                 | Eifel | Daun - Bitburg - Prüm (rundväg) |
| Grüne Küstenstraße (530 km)                  | Nordsjön, Dithmarschen, Ostfriesland                                                                     | Sylt - Niebüll - Husum - Glückstadt - Bremen - Cuxhaven - Oldenburg - Emden                                                             |
| Harz-Heide-Straße (185 km)                   | Harz, Lüneburger Heide                                                                                   | Göttingen - Braunlage - Bad Harzburg - Wolfenbüttel - Braunschweig - Uelzen - Lüneburg                                                  |
| Hunsrück Höhenstraße (150 km)                | Hunsrück                                                                                                 | Saarburg - Hermeskeil - Kastellaun - Koblenz                                                                                            |
| Klassikerstraße (300 km)                     | Thüringen                                                                                                | Eisenach - Gotha - Erfurt - Weimar - Rudolstadt - Ilmenau - Meiningen                                                                   |
| Limes Straße (700 km)                        | Bayer, Baden-Württemberg, Hessen, Rheinland-Pfalz                                                        | Regensburg - Eichstätt - Aalen - Lorch - Aschaffenburg - Bad Ems - Rheinbrohl                                                           |
| Märkische Eiszeitstraße (340 km)             | Brandenburg                                                                                              | Prenzlau - Schwedt - Bad Freienwalde - Bernau                                                                                           |
| Oberschwäbische Barockstraße (300 km)        | Schwaben, Bodensjön, Allgäu                                                                              | Ulm - Bad Waldsee - Friedrichshafen - Wangen - Memmingen - Biberach (rundväg)                                                           |
| Ostmarkstraße (225 km)                       | Oberpfälzer Wald, Bayerischer Wald                                                                       | Bayreuth - Weiden - Cham - Regen - Passau                                                                                               |
| Romantiska vägen (360 km)                    | Tauberland, Lechfeld, Allgäu                                                                             | Würzburg - Tauberbischofsheim - Rothenburg - Nördlingen - Augsburg - Landsberg - Füssen                                                 |
| Sächsische Silberstraße (230 km)             | Erzgebirge                                                                                               | Zwickau - Annaberg - Marienberg - Freiberg - Dresden                                                                                    |
| Schwäbische Albstraße (230 km)               | Schwäbische Alb                                                                                          | Aalen - Nördlingen - Heidenheim - Urach - Albstadt - Tuttlingen                                                                         |
| Schwäbische Dichterstraße (230 km)           | Odenwald, Schwäbische Alb, Bodensjön                                                                     | Bad Mergentheim - Heilbronn - Stuttgart - Tübingen - Biberach - Meersburg                                                               |
| Schwarzwald-Bodensee-Straße (130 km)         | Schwarzwald, Vogeserna, Bodensjön                                                                        | Breisach - Freiburg - Donaueschingen - Meersburg - Friedrichshafen - Lindau                                                             |
| Straße der Residenzen (780 km)               | Mainslätten, Oberfranken, Oberpfalz                                                                      | Frankfurt/M. - Aschaffenburg - Würzburg - Bamberg - Bayreuth - Regensburg - Salzburg                                                    |
| Thüringer Porzellanstraße (340 km)           | Thüringen                                                                                                | Plauen - Ilmenau - Saalfeld - Reichenbach - Königsee                                                                                    |